# Ligue des champions de hockey sur glace 2020-2021
Navigation
Ligue des champions 2019-2020 Ligue des champions 2021-2022
La Ligue des champions de hockey sur glace 2020-2021 devait être la septième édition de la Ligue des champions, un tournoi européen de hockey sur glace. La compétition est organisée par l'European Ice Hockey Club Competition Ltd. (EICC) et la Fédération internationale de hockey sur glace. 

## Modifications, reports et annulation
En raison de la pandémie de Covid-19, de nombreux championnats avaient été stoppés avant leur terme, raison pour laquelle ce sont les premiers des saisons régulières qui étaient qualifiés, la plupart des séries éliminatoires n'ayant pas été disputées.
C'est également pour cette raison que le format de la compétition avait été modifié : la phase de poules avait été supprimée et les équipes devaient entrer directement dans la compétition lors de seizièmes de finale. Initialement prévus en octobre en matches aller/retour chez chacune des 2 équipes, ces seizièmes de finale ont été reprogrammés en novembre, sur 2 jours, dans une seule ville, celle la mieux classée, afin d'éviter les déplacements. Le format normal devant être repris à compter du tour suivant. 
Finalement, après plusieurs modifications et reports, le comité directeur a décidé le 13 octobre 2020 d'annuler la compétition en raison de la pandémie de Covid-19.

## Clubs participants
32 équipes provenant de 12 ligues devaient participer à la compétition : 
- le vainqueur de l'édition 2019-2020 ;
- 24 équipes des six ligues fondatrices : 4 équipes suédoises[4], 5 équipes suisses, 4 équipes finlandaises, 4 équipes allemandes, 3 équipes tchèques et 3 équipes autrichiennes ;
- les premiers des saisons régulières en Norvège, au Danemark, en France, au Royaume-Uni, en Pologne ainsi que le champion de Biélorussie ;
- le club slovaque du HC´05 iClinic Banská Bystrica, qualifié en tant que 1er de saison régulière a déclaré forfait en raison de problèmes liés à sa patinoire. Il est remplacé par le club biélorusse de HK Nioman Hrodna ;
- le vainqueur de la Coupe continentale 2019-2020.

| \| Frölunda Luleå Färjestad Rögle Skellefteå Oulu Lukko Tappara Ilves Zurich Zoug Davos Genève Bienne Liberec Třinec Prague Munich Mannheim Straubing Berlin Salzbourg Bolzano Vienne Minsk Hrodna Stavanger SønderjyskE Aalborg Grenoble Cardiff Tychy \| Équipes participantes |
| Frölunda Luleå Färjestad Rögle Skellefteå Oulu Lukko Tappara Ilves Zurich Zoug Davos Genève Bienne Liberec Třinec Prague Munich Mannheim Straubing Berlin Salzbourg Bolzano Vienne Minsk Hrodna Stavanger SønderjyskE Aalborg Grenoble Cardiff Tychy                             |

Vainqueur de la Ligue des champions 2019-2020
- Frölunda HC

Suède - SHL
- Luleå HF, 1er de la saison régulière
- Färjestad BK, 2e de la saison régulière
- Rögle BK, 3e de la saison régulière
- Skellefteå AIK, 4e de la saison régulière

Finlande - Liiga
- Kärpät Oulu, 1er de la saison régulière
- Lukko,  2e de la saison régulière
- Tappara, 3e de la saison régulière
- Ilves, 4e de la saison régulière

République Tchèque - Extraliga
- HC Bílí Tygři Liberec, 1er de la saison régulière
- HC Oceláři Třinec, 2e de la saison régulière
- HC Sparta Prague, 3e de la saison régulière

Suisse - National League
- ZSC Lions, 1er de la saison régulière
- EV Zoug, 2e de la saison régulière
- HC Davos, 3e de la saison régulière
- Genève-Servette HC, 4e de la saison régulière
- HC Bienne, 5e de la saison régulière

Allemagne - DEL
- EHC Munich, 1er de la saison régulière
- Adler Mannheim, 2e de la saison régulière
- Straubing Tigers, 3e de la saison régulière
- Eisbären Berlin, 4e de la saison régulière

Autriche - EBEL
- EC Red Bull Salzbourg, 1er de la 1re phase de la saison régulière
- HC Bolzano, 1er de la poule de classement de la saison régulière
- Capitals de Vienne, 3e de la poule de classement de la saison régulière

Biélorussie - Ekstraliga
- HK Iounost Minsk, champion de Biélorussie
- HK Nioman Hrodna, 2e de la saison régulière

Norvège - GET-ligaen
- Stavanger Oilers, 1er de la saison régulière

Royaume-Uni - EIHL
- Cardiff Devils, 1er de la saison régulière. Forfait en raison de la pandémie de Covid-19[5].

Danemark - Metal Ligaen
- AaB Ishockey, 1er de la saison régulière

France - SLM
- Brûleurs de loups de Grenoble, 1er de la saison régulière

Pologne - PHL
- GKS Tychy, 1er de la saison régulière

Vainqueur de la Coupe continentale 2019-2020
- SønderjyskE Ishockey